# Vall de La Orotava
La Vall de La Orotava està situada en el nord de l'illa de Tenerife, a les Illes Canàries.

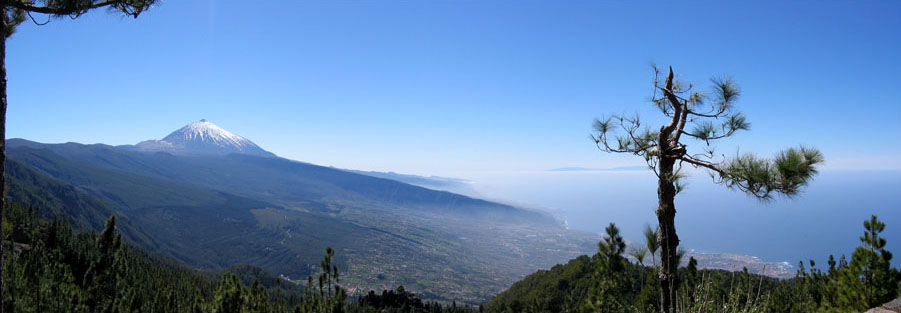
Vall de La Orotava, vista cap al Teide

A aquest lloc es troben els municipis de La Orotava, Los Realejos i el Puerto de la Cruz.
Aquesta vall a l'època dels guanxes era coneguda com a Taoro, i precisament aquí va acabar la conquesta de Tenerife el 25 de juliol de 1496 amb l'anomenada Pau "Los Realejos", erigint-se, amb aquest motiu, en honor del patró d'Espanya, el primer temple cristià de l'illa de Tenerife, la Parròquia Matriu de l'Apòstol Santiago. El mencey de Taoro pacta la fi de les hostilitats amb Alonso Fernández de Lugo (1456-1525).
Nombrosos i il·lustres visitants han elogiat el seu paisatge i gaudit del seu beneficiós clima: un dels més famosos va ser Alexander von Humboldt, qui segons conta la llegenda es va agenollar davant la vall al mirador que porta actualment el seu nom i va lloar el seu paisatge i vegetació.